# Cuándo volverás
«Cuándo Volverás» es la canción debut y el primer sencillo del álbum Generation Next de la agrupación de bachata Aventura.
La canción alcanzó gran reconocimiento en muchos países de habla hispana y entre la comunidad latina en los Estados Unidos.

## Video musical
El video musical de "Cuándo Volverás" fue filmado en Nueva York, donde aparece la agrupación Aventura para tratar de escabullirse en un estudio después de que una mujer agente de policía no les permite entrar.